# 吴家岭遗址
吴家岭遗址，位于中国甘肃省庆城县，为一个省级文物保护单位，类型为古遗址。
吴家岭遗址的历史年代为新石器时代。